# Arthur Japin
Arthur Japin, né le 26 juillet 1956 à Haarlem, est un romancier néerlandais.

## Biographie
Ses parents sont Bert Japin, professeur et auteur de romans policiers, et Annie Japin-van Arnhem. Après une enfance difficile — son père se suicide quand Arthur a douze ans —, Arthur Japin entre à l'Académie de théâtre et de danse d'Amsterdam, où il suit une formation d'acteur. Il est également brièvement chanteur d'opéra à l'Opéra national des Pays-Bas à Amsterdam.[réf. nécessaire]
Son premier roman, Le Noir au cœur blanc (De zwarte met het witte hart) est publié en 1997. Il raconte l'histoire de deux princes ashantis, Kwame Poku et Kwasi Boachi, qui sont emmenés depuis le Ghana actuel à la cour de Guillaume Ier en 1837. Le livre est devenu un best-seller et est considéré comme un classique de la littérature néerlandaise moderne. En novembre 2007, un opéra basé sur le roman est créé à Rotterdam, avec un livret anglais d'Arthur Japin et une musique du compositeur britannique Jonathan Dove.
Son deuxième livre, De droom van de leeuw (2002), est une version romancée de sa relation avec l'actrice et romancière néerlandaise Rosita Steenbeek à Rome, où celle-ci est devenue la dernière maîtresse du réalisateur italien Federico Fellini. Son troisième roman, Een schitterend gebrek (2003), est un retour au roman historique, sur la première amante de Casanova, Lucia, qui, rapporte-t-il dans ses mémoires, l'a inexplicablement abandonné dans sa jeunesse, seulement pour refaire surface des années plus tard en tant que prostituée hideuse dans un bordel d'Amsterdam. La reconnaissance du travail d'Arthur Japin est confirmée après l'écriture de la nouvelle De grote wereld en 2006 qui parle d'une paire de nains de cirque capturés dans l'Allemagne nazie et qui atteint un premier tirage record de 813 000 exemplaires,.
Son roman de 2007 De overgave aborde le sujet des guerres entre le Texas et les Amérindiens au XIXe siècle, dramatisant l'histoire du massacre de Fort Parker en 1836, dans lequel une fille blanche, Cynthia Ann Parker, est prise comme un otage comanche, devenant plus tard la mère du célèbre chef comanche Quanah Parker.
Arthur Japin publie également deux volumes de récits. Les deux premiers, Magonische verhalen et De vierde wand, sont réunis dans le recueil Alle verhalen (2005). Magonische verhalen est adapté au film Magonia par la réalisatrice néerlandaise Ineke Smits.

## Découverte historique
Ses recherches débutent en 1992, pour la rédaction de son roman Le Noir au cœur blanc (en), Arthur Japin est amené à prendre connaissance de l'histoire du roi Badu Bonsu II duquel ses protagonistes sont contemporains. Pendant les dix ans qui suivent, il se rend au Ghana, à Weimar et consulte les Archives nationales afin de compléter son roman historique. Il apprend que la tête du roi aurait été envoyée à l'université de Leyde pour effectuer des analyses phrénologiques, cependant ses recherches s'interrompent en concluant que la tête est désormais perdue. Pourtant, en 2002, le personnel du Centre médical universitaire de Leyde l'invite à examiner une tête dans un bocal récemment retrouvé :
Le bocal se trouvait dans une armoire d'une ancienne réserve d'études phrénologiques. […] J'ai pu l'identifier grâce à la structure de son visage sur base des portraits effectués lors de sa capture et à la datation du bocal. […] Je voyais cette tête d'homme dans son bocal avec un anneau doré qui liait sa barbe et je me disais que ce n'était pas une bonne chose de garder cette découverte pour moi et laisser retomber ce personnage dans l'oubli.
 D'après Arthur Japin, l'université s'oppose à la divulgation publique de la découverte. L'auteur profite, en octobre 2008, d'une visite d'État du président ghanéen John Kufuor auprès de la reine Beatrix pour leur dévoiler cette découverte. Une demande officielle du Ghana est transmise au gouvernement néerlandais par l'intermédiaire de l'ambassadeur quelques jours plus tard. En mars 2009, Ronald Plasterk annonce que la tête sera rendue à sa patrie pour un enterrement approprié. Le 23 juillet 2009, la promesse est tenue lors d'une cérémonie tenue à La Haye. Le ministre néerlandais des Affaires étrangères Maxime Verhagen rend la tête à Nana Etsin Kofi II, représentant de la délégation ghanéenne[source insuffisante].
Cette redécouverte suscite un regain d'intérêt universitaire pour les événements qui entourent le décès de Badu Bonsu II tout en soulevant les voix ahantas sur l'implication des Pays-Bas dans la traite négrière.

## Vie privée
Arthur Japin vit à Utrecht avec son agent Lex Jansen et son partenaire Benjamin Moser, un écrivain américain.

## Œuvres
Sauf indication contraire, toutes les œuvres sont publiés chez De Arbeiderspers, Amsterdam.
- 1991 : Heijermans !, une pièce de théâtre, publiée par Het Nederlands Volkstoneel
- 1996 : Magonische verhalen
- 1997 : De zwarte met het witte hart, roman
- 1998 : De vierde wand, récits de voyage
- 2001 : Magonia, scénario
- 2002 : De droom van de leeuw, roman
- 2002 : De vrouwen van Lemnos, scénario chorégraphique
- 2003 : Een schitterend gebrek, roman
- 2004 : Dooi & Zeep, deux nouvelles illustrées par Arthur Japin, aux éditions Uitgeverij Brokaat
- 2006 : De klank van sneeuw, deux histoires
- 2006 : De grote wereld, nouvelle
- 2007: De overgave, roman, lauréat du NS Publieksprijs 2008[12]
- 2010 : Vaslav, roman
- 2012 : Maar buiten is het Feest, roman
- 2013 : De man van je leven, roman
- 2015 : De gevleugelde, roman
- 2017 : Kolja, roman
- 2020 : Mme. Degas, roman

## Prix
- 1990 - Gorcumse Literatuurprijs pour De klap van Ediep Koning
- 1995 - Prix LIRA pour De roering van het kielzog
- 1995 - Literaire prijs van de provincie Gelderland pour De draden van Anansi
- 1998 - Lucy B. en CW van der Hoogtprijs pour De zwarte met het witte hart
- 1998 - Halewijn-literatuurprijs van de stad Roermond pour l'ensemble de son œuvre
- 1999 - ECI-prijs voor Schrijvers van Nu pour De zwarte met het witte hart
- 2004 - Libris literatuurprijs for Een schitterend gebrek
- 2005 - De Inktaap pour Een schitterend gebrek
- 2008 - NS Publieksprijs pour De overgave [12]
- 2022 - Il est décoré Chevalier de l'Ordre du Lion néerlandais[13]

## Films
- 1996 : Hoerenpreek, téléfilm d'Ineke Smits
- 1996 : De Wolkenfabriek, téléfilm d'Ineke Smits
- 2000 : Magonia, version cinématographique de Magonische verhalen d'Ineke Smits, avec Dirk Roofthooft, Willem Voogd, Jack Wouterse, Linda van Dyck et Ramsey Nasr ; aussi sur DVD.

## Télévision
Arthur Japin a animé l'adaptation néerlandaise du jeu télévisé britannique Quite Interesting. Le premier épisode est diffusé le 27 décembre 2008 mais la série est interrompue après seulement six épisodes,.